# الأثرية (الباب)
الأثرية  قرية سوريّة تتبع إداريّاً لمحافظة حلب منطقة الباب ناحية الراعي، بلغ تعداد سكانها 374 نسمة حسب التعداد السكاني لعام 2004.